# Arno Rolf
Arno Rolf (* 21. September 1942 in Twistringen) ist Professor für Informatiksysteme in Organisationen und Gesellschaft an der Universität Hamburg, Fachbereich Informatik.

## Biografie
Rolf absolvierte nach dem Abitur ein Studium der Volkswirtschaftslehre an der Universität Hamburg, das er 1969 beendete. In dieser Zeit hielt er sich auch zu Studienzwecken in Afghanistan und Indien auf. Seine erste Berufstätigkeit führte ihn 1969 zur Plaut AG/München, wo er als Systementwickler und Berater in zahlreichen Firmen im In- und Ausland tätig war, bevor er als System- und Organisationsentwickler zum Jahreszeiten Verlag, Hamburg wechselte.
Ab 1975 absolvierte er ein Referendariat zum Studienrat für das Handelslehramt am Studienseminar in Osnabrück. Er promovierte an der Universität Osnabrück zum Dr. rer. pol. zum Thema  Veränderung der Arbeit in Büro und Verwaltung durch Informationstechnik. Nach seinem Staatsexamen war er zunächst als wissenschaftlicher Mitarbeiter an der Universität Osnabrück, dann am Fachbereich Informatik der Universität Hamburg tätig. 1979 übernahm für ein Semester eine Vertretungsprofessur an der Universität Osnabrück, Fachbereich Sozialwissenschaften. 1980 erhielt er den Ruf auf eine Professur an der Hochschule Bremerhaven im Studiengang Systemanalyse und Wirtschaftsinformatik. 1986 wechselte er auf eine Professur für Informatik und Gesellschaft an die Universität Hamburg, Fachbereich Informatik.

## Forschung
Rolfs Forschungsschwerpunkte liegen in den Feldern Informatiksysteme in Organisationen und Gesellschaft, der Umweltinformatik und seit etwa 2010 im Thema der digitalen Transformation und der digitalen Bildung. Er hat mehrere Forschungsprojekte zu den Themen Informationstechnik und Arbeit und zur Humanisierung des Arbeitslebens durchgeführt. Dazu gehört auch, gemeinsam mit Horst Oberquelle, die Entwicklung der Kollaborationssoftware Commsy in seiner Arbeitsgruppe, die bis heute an Hamburger Schulen und Hochschulen eingesetzt wird.

1980 gründete er zusammen mit Thomas Barthel, Michael Kühn und Joseph Weizenbaum die Forschungs- und Beratungsstelle Informationstechnik e.V. (FORBIT). Das Institut konzentrierte sich auf Forschungsaufträge sowie auf Beratungsunterstützung für Personal- und Betriebsräte.

Ende der 1980er Jahre gründete Rolf gemeinsam mit Wolfgang Coy, Frieder Nake, Dirk Siefkes, Hugo Pflüger den Arbeitskreis Theorie der Informatik innerhalb der Gesellschaft für Informatik (GI). Daraus entstand das Buch Coy u. a.: Sichtweisen der Informatik (1992). Das verfolgte Narrativ der Gruppe war, Lehre und Forschung der Informatik in gesellschaftliche Kontexte einzubetten und so eine Diskussion in der Informatik über das bis dahin ausschließlich mathematisch-theoretische Selbstverständnis in Gang zu bringen.
Arno Rolf war um die Jahrtausendwende auch an der Gründung der Technologietransferstelle HITeC e.V. des Fachbereichs Informatik beteiligt, deren Initiator maßgeblich Bernd Neumann war.
In den 90er Jahren etablierte Arno Rolf mit Kollegen der Betriebswirtschaftslehre den Studienschwerpunkt Wirtschaftsinformatik an der Universität Hamburg, für den sowohl die Wirtschaftswissenschaften als auch die Informatik gleichberechtigt verantwortlich sind.
Nach seiner Pensionierung erhielt Rolf vom Präsidenten der Leuphana Universität den Auftrag, die dortige Wirtschaftsinformatik zu bewerten und zu stabilisieren. Damit verbunden war ein Lehrauftrag über fünf Semester. Parallel dazu nahm er Lehraufträge an der Universität Hamburg, Fachbereich Informatik wahr.

Mit Förderung der Joachim Herz-Stiftung hat Rolf 2018 die Lernplattform MikroPolis.org „Orientierung in der digitalen Transformation“ mit dem didaktischen Ansatz des forschenden Lernens ins Leben gerufen. Parallel dazu veröffentlichte er zwei Bücher: Des Googles Kern und andere Spinnennetze und Weltmacht Vereinigte Daten.
In der Umweltinformatik hat Rolf zusammen mit Kollegen erreicht, dass die bis dahin auf Verwaltungshandel konzentrierte Forschung um Produktions- und Fertigungsprozesse und Betriebliche Umweltinformationssysteme (BUIS) erweitert wurde. In der Forschung hat er zusammen mit Andreas Möller die auf Petri-Netzen aufsetzenden Stoffstromnetze entwickelt, die heute mit der Software Umberto weltweit zur Ökobilanzierung eingesetzt werden. Zusammen mit Bernd Page, Lorenz Hilty und Andreas Möller gründete Rolf in den 1990er Jahren das Institut für Umweltinformatik Hamburg GmbH (IFU).

Rolf hat zahlreiche Dissertationen betreut. Mehr als ein Dutzend seiner früheren wissenschaftlichen Mitarbeiter sind heute als Hochschullehrer tätig.

## Veröffentlichungen (Auswahl)
- Herbert Kubicek, Arno Rolf: MIKROPOLIS – Mit Computernetzen in die Informationsgesellschaft. 2. Auflage. Hamburg 1985, ISBN 3-87975-288-5.
- Sichtwechsel Informatik als (gezähmte)Gestaltungswissenschaft. In: Wolfgang Coy u. a. (Hrsg.): Sichtweisen der Informatik. Vieweg 1992, ISBN 3-528-05263-5.
- Grundlagen der Organisations- und Wirtschaftsinformatik. Springer, Berlin 1998, ISBN 3-540-63881-4.
- als Co-Autor: Das gute Leben. Ein Memorandum zur Innovationspolitik. Heinrich-Böll-Stiftung, 2001.
- Detlev Krause, Arno Rolf, Marcel Christ, Edouard Simon: Wissen, wie alles zusammenhängt – Das Mikropolis-Modell als Orientierungswerkzeug für die Gestaltung von Informationstechnik in Organisationen und Gesellschaft. Informatik-Spektrum, 2006.
- Orientierungskompetenz – Wege, Hindernisse, Potenziale. In: G. Schreyögg, P. Conrad (Hrsg.): Managementforschung Band 16, Wiesbaden 2006, S. 259–284.
- MIKROPOLIS 2010 – Menschen, Computer, Internet in der globalen Gesellschaft. Metropolis-Verlag, Marburg 2007.
- Arno Rolf, Joao Porto de Albuquerque, Edouard Simon: Schlüsselqualifikation Orientierungskompetenz. In: ZAK/Karlsruhe: Schlüsselqualifikationen an Technischen Universitäten. Karlsruhe 2009.
- Wie verändert die Digitalisierung Arbeiten, Lernen und Leben? Erst denken, dann klicken. Interview. In: Die Zeit. 17. Dezember 2015.
- Warum ich von Madrid nach Nienstedten wechselte – Profifußball verkommt zur Milliardenzockerei. Gastbeitrag. In: Hamburger Abendblatt. 15. September 2017.
- Arno Rolf, Arno Sagawe: Des Googles Kern und andere Spinnennetze. Die Architektur der digitalen Gesellschaft. UVK Verlag, Konstanz/München 2015.
- Weltmacht Vereinigte Daten. Die Digitalisierung und Big Data verstehen. Metropolis-Verlag, Marburg 2018, ISBN 978-3-7316-1314-5.
- Herausforderungen der Digitalen Transformation für die Berufs- und Arbeitswelt. In: Peter Brödner, Klaus Fuchs-Kittowski (Hrsg.): Zukunft der Arbeit – Soziotechnische Gestaltung der Arbeitswelt im Zeichen von „Digitalisierung“ und „Künstlicher Intelligenz“. Tagung der Leibniz-Sozietät am 13. Dezember 2019 in Berlin, Hochschule für Technik und Wirtschaft. (= Abhandlungen der Leibniz-Sozietät der Wissenschaften. Band 67). trafo Wissenschaftsverlag, Berlin 2020, ISBN 978-3-86464-219-7, S. 163–169.
- Digitale Bildung – aber wie? Gastbeitrag. In: Hamburger Abendblatt. 21. März 2019.
- Die Narrative der digitalen Transformation. In: Informatik Spektrum. Band 43, Nr. 6, 2020, S. 374–380. doi:10.1007/s00287-020-01310-2
- Wer hat die digitale Deutungshoheit? In: FIfF Kommunikation. 4/2020.
- Das MikroPolis-Modell – Ein Rahmenwerk für die transdisziplinäre Forschung zu Informationssystemen in der Gesellschaft; Rückblick und Ausblick. In: Jörg Pohle, Klaus Lenk (Hrsg.): Der Weg in die „Digitalisierung“ der Gesellschaft. Was können wir aus der Geschichte der Informatik lernen? Metropolis-Verlag, Marburg 2021, ISBN 978-3-7316-1461-6, S. 245–259.